# ونلین فیلیپوف
ونلین فیلیپوف (بلغاری: Венелин Филипов؛ زادهٔ ۲۰ اوت ۱۹۹۰) بازیکن فوتبال اهل بلغارستان است.
از باشگاه‌هایی که در آن بازی کرده است می‌توان به باشگاه فوتبال ژالگیریس و باشگاه فوتبال ولونتر اشاره کرد.
وی همچنین در تیم ملی فوتبال زیر ۲۱ سال بلغارستان بازی کرده است.